# Carinish Parish Church
Die Carinish Parish Church ist ein Kirchengebäude der presbyterianischen Church of Scotland auf der schottischen Hebrideninsel North Uist. 1980 wurde das Bauwerk in die schottischen Denkmallisten zunächst in der Kategorie C aufgenommen. 2004 wurde es in die Kategorie B hochgestuft.

## Geschichte
Mit dem Teampull na Trionaid befindet sich ein vermutlich mittelalterliches Kirchengebäude nahe dem Standort. Die Carinish Parish Church wurde vermutlich um 1830 nach einem Entwurf des regionalen Architekten Thomas Binnie errichtet. Infolge des schottischen Kirchenschismas von 1843 gelangte die Carisnish Church zur neugegründeten Free Church of Scotland. Die Gemeinde schloss sich im Jahr 1900 nicht der Fusion mit der Church of Scotland an, sondern verblieb bei der United Free Church of Scotland. Erst mit der Fusion 1929 kam sie zurück zur Church of Scotland.
Die Kirche wird heute noch als solche genutzt. Trotzdem erfolgte 2010 der Eintrag in das Register gefährdeter denkmalgeschützter Bauwerke in Schottland. Ihr Zustand wurde jedoch 2020 als gut bei gleichzeitig geringem Risiko eingestuft.

## Beschreibung
Das Kirchengebäude steht abseits der A865 am Südrand des Weilers Carinish. Der längliche Baukörper der Saalkirche ist drei Achsen weit. Das Mauerwerk der Carinish Parish Church besteht aus grob zu Quadern behauenem Feldstein, die zu einem Schichtenmauerwerk aufgemauert wurden. In die Seitenfassaden sind jeweils drei hohe und in die nordwestexponierte Giebelseite zwei kleine Rundbogenfenster eingelassen. Ein weiteres, schlichtes Rundbogenfenster findet sich in dem kurzen, schlicht verputzten Vorbau am Südostgiebel, an dem sich das Portal befindet. Das abschließende Satteldach des schlichten Kirchengebäudes ist mit Schiefer eingedeckt.